# Hot (album Inny)
Hot – debiutancki album rumuńskiej piosenkarki popowej Inny wydany 4 sierpnia 2009 roku w Polsce i 7 października 2009 w Rosji, dzięki wytwórniom Roton Records, Universal Music Group i Ultra Records. Album znalazł się w Polish Airplay Chart w sierpniu 2009 i Czech Album Charts w lutym 2010, debiutując kolejno na 27 i 28 pozycji. Standardowa edycja zawiera 11 piosenek, podczas gdy w Rumunii składa się ona z 14. Po dużym sukcesie „Hot”, „Love”, „Déjà Vu” i „Amazing”, „10 Minutes” został wydany jako piąty oficjalny singiel. W listopadzie 2009 z reedycji albumu „Hot” Inna wydała świąteczny singiel „I Need You for Christmas”. We Francji i Wielkiej Brytanii „Sun Is Up” został wydany jako szósty singiel z albumu, podczas gdy w innych krajach był pierwszym singlem z drugiej płyty Inny „I Am the Club Rocker”.

## Lista utworów
1. „Hot” – 3:38
2. „Love” – 3:40
3. „Days Nights” – 3:23
4. „Fever” – 3:26
5. „Left Right – 4:29
6. „Amazing” – 3:25
7. „Don’t Let the Music Die” – 3:36
8. „On & On” – 4:39
9. „Ladies” – 5:08
10. „Déjà Vu” (feat. Bob Taylor) – 4:20
11. „On & On” (Chillout Mix) – 4:00